# Casa de les Monges (Perafita)
Casa de les Monges és una masia de Perafita (Lluçanès) inclosa a l'Inventari del Patrimoni Arquitectònic de Catalunya.

## Descripció
Casa de considerables dimensions format per dos cossos, un amb teulada a dues aigües i el carener paral·lel a la façana principal i l'altra adossat a aquest però amb una orientació diferent i forma allargada. A la façana principal hi ha dues entrades: una formant un arc rebaixat i l'altre allindat; al primer pis hi ha dos balcons amb la llinda decorada amb mig cercle en relleu i dos petites finestres quadrangulars a les golfes. L'edifici posterior és força irregular si bé molt ampli amb hort i cabana.
En la part posterior de la casa hi ha un pou-cisterna amb un drac de ferro forjat.

## Història
La Casa de Monges havia estat una antiga masia, probablement del segle xviii, que posteriorment s'habilità per la residència de monges (dins de la casa encara hi han l'oratori i petites capelletes). Actualment es destinat a residència i ha estat restaurada amb força cura.